# Пољане (Опатија)
Пољане су насељено место у саставу града Опатије у Приморско-горанској жупанији, Република Хрватска.

## Историја
До територијалне реорганизације у Хрватској налазиле су се у саставу старе општине Опатија.

## Становништво
На попису становништва 2011. године, Пољане су имале 534 становника.

## Попис1991.
На попису становништва 1991. године, насељено место Пољане је имало 723 становника, следећег националног састава:
| Попис 1991.‍  | Попис 1991.‍  | Попис 1991.‍ | Попис 1991.‍ | Попис 1991.‍ |
| ------------ | ------------ | ----------- | ----------- | ----------- |
|              |              |             |             |             |
| Хрвати       | Хрвати       |             | 618         | 85,47%      |
| Срби         | Срби         |             | 20          | 2,76%       |
| Словенци     | Словенци     |             | 13          | 1,79%       |
| Југословени  | Југословени  |             | 9           | 1,24%       |
| Италијани    | Италијани    |             | 4           | 0,55%       |
| Муслимани    | Муслимани    |             | 3           | 0,41%       |
| Грци         | Грци         |             | 1           | 0,13%       |
| Мађари       | Мађари       |             | 1           | 0,13%       |
| Македонци    | Македонци    |             | 1           | 0,13%       |
| остали       | остали       |             | 3           | 0,41%       |
| неопредељени | неопредељени |             | 15          | 2,07%       |
| регион. опр. | регион. опр. |             | 26          | 3,59%       |
| непознато    | непознато    |             | 9           | 1,24%       |
| укупно: 723  |              |             |             |             |